# Rastičevo (Kupres, Szerb Köztársaság)
Rastičevo (szerbül: Растичево) falu Kupres községben Bosznia-Hercegovinában, Bosanska krajina területén, a Szerb Köztársaságban. Rastičevo településnek a Szerb Köztársaság területére eső, lakatlan része.

## Fekvése
Bosznia-Hercegovina közép-nyugati részén, Banja Lukától légvonalban 80, közúton 114 km-re délre, községközpontjától 3  km-re délkeletre, a Vitorog-hegység területén, a Kupreško polje (Kupresi mező) fennsíkjának délkeleti részén, 1200 méteres magasságban fekszik, de egyes részei 1500 méteres magasságba is felnyúlnak. 

## Népessége
| Nemzetiségi csoport | Népesség 1991 | Népesség 2013 |
| ------------------- | ------------- | ------------- |
| Szerb               | 80            | 0             |
| Bosnyák             | 0             | 0             |
| Horvát              | 310           | 0             |
| Jugoszláv           | 0             | 0             |
| Egyéb               | 4             | 0             |
| Összesen            | 394           | 0             |

## Története
A Rastičevo területén több helyen található középkori sírkő tanúsága szerint már a középkorban lakott hely volt. Az ilyen sírkövek a kereszténység főáramlatának behódolni nem akaró, eredetileg Boszniában élő bogumilok díszesen faragott középkori sírkövei voltak. A legrégebbi ilyen sírkövek a 12. század második feléből származnak, de csak a 14-15. században terjedtek el. Bosznia-Hercegovina, Szerbia, Horvátország és Montenegró területén, ahol 3300 helyszínen körülbelül hetvenezer stećak található. A térséget 1518 körül foglalta el a török, mely a középkori település végét jelenthette. 
A település 1878-ig tartozott az Oszmán Birodalomhoz, majd az Osztrák-Magyar Monarchia része lett. 1879-ben az első osztrák-magyar népszámlálás során a település Blagaj község része volt. 1910-ben a faluban 26 házat, 261 ortodox szerb lakost találtak. A monarchia szétesésével 1918-ben előbb a Szerb-Horvát-Szlovén Királyság, majd 1929-től a Jugoszláv Királyság része. Jugoszlávia megszállása után a falu a Független Horvát Állam (NDH) része lett. 1945-től a település a szocialista Jugoszlávia része volt. A településen az 1991-es népszámlálás adatai szerint 394-en éltek. A Bosznia-Hercegovinában zajló polgárháború idején a Visoko Krajina többi településéhez hasonlóan a Boszniai Szerb Köztársaság része volt. A területén 1995 szeptemberéig nem volt háborús hadművelet, ekkor azonban a település területét a Horvát Köztársaság fegyveres ereje megszállta. A horvát csapatok elől a lakosság elmenekült. A daytoni békeszerződés aláírása után a település egy kisebb, lakatlan része a Szerb Köztársasághoz, azon belül Kupres községhez került, másik része pedig a Bosznia-hercegovinai Föderáció részét képező Kupres községben maradt.

## Nevezetességei
- Glavica Pokraj Jezera – középkori temető maradványai a pravoszláv temető mellett. 12 db sérült, északnyugat-délkeleti tájolású stećak sírkő maradt fenn. Közülük kettő díszített sírkő, félhold, kereszt, liliom, rozetta és ló ábrázolásával.[4]

- Mala Mašeta – Őskori tumulus, középkori temető maradványaival. A kora bronzkori tumuluson 14 db északnyugat-délkeleti tájolású késő középkori sírkő maradt fenn.[4]

- Seka – középkori temető 22 db fennmaradt, északnyugat-délkeleti tájolású stećak sírkővel. Néhányat félhold, kereszt és rozetta díszítéssel.[4]